# Sous-espèce
En biologie, et plus précisément en systématique, une sous-espèce est un rang taxonomique intermédiaire, immédiatement inférieur à l'espèce.
Dans la classification des êtres vivants, le rang de sous-espèce permet de distinguer des populations présentant de légères variations génétiques au sein de l'espèce, accentuées ou acquises au cours du temps. C'est un terme fréquemment utilisé pour distinguer des groupes de plantes, de champignons ou d'animaux, mais dont l'usage est controversé pour les lignées humaines.

## Concept

Quelques sous-espèces du Loup gris (Canis lupus)
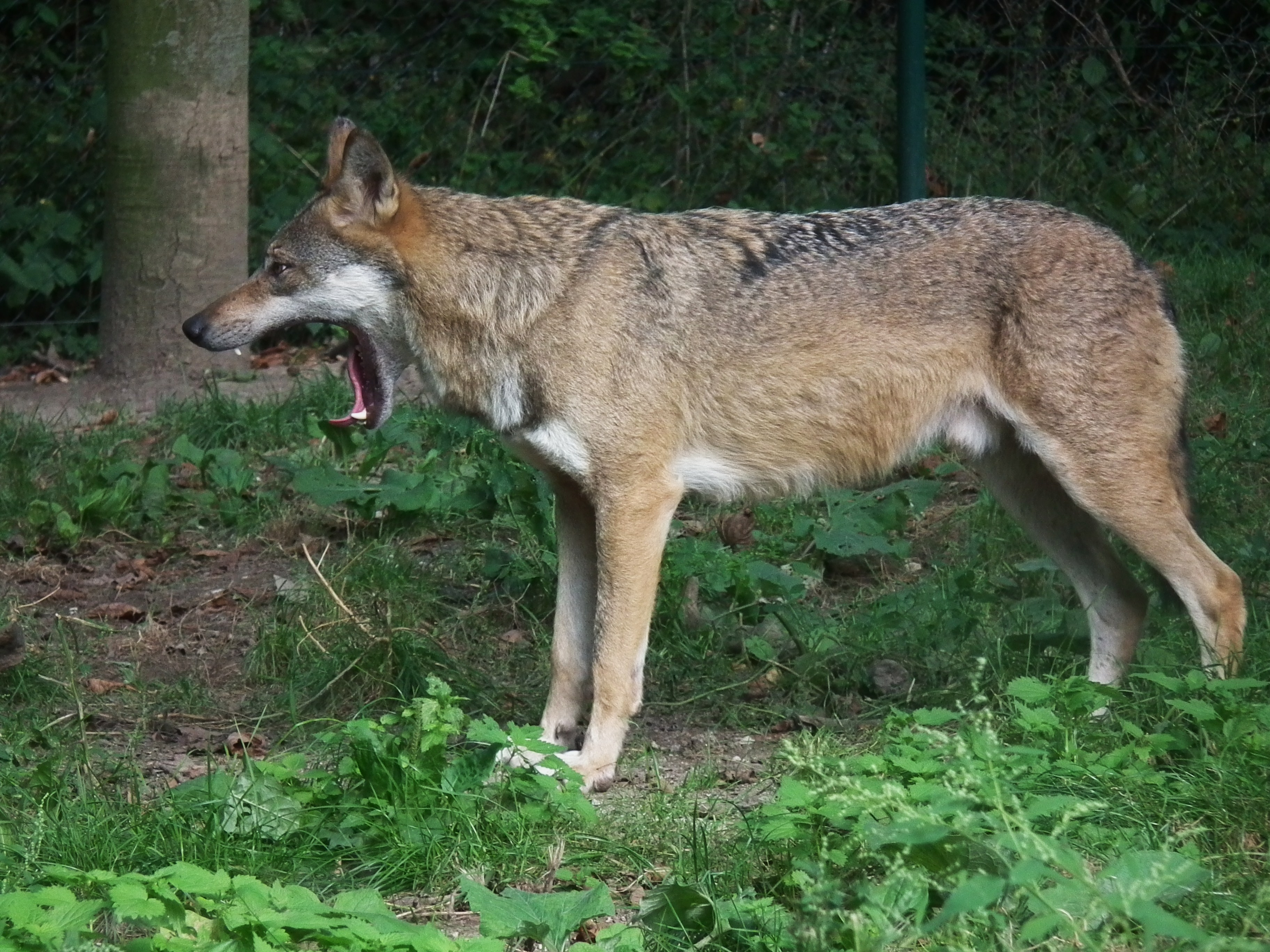
Loup gris commun (Canis lupus lupus)
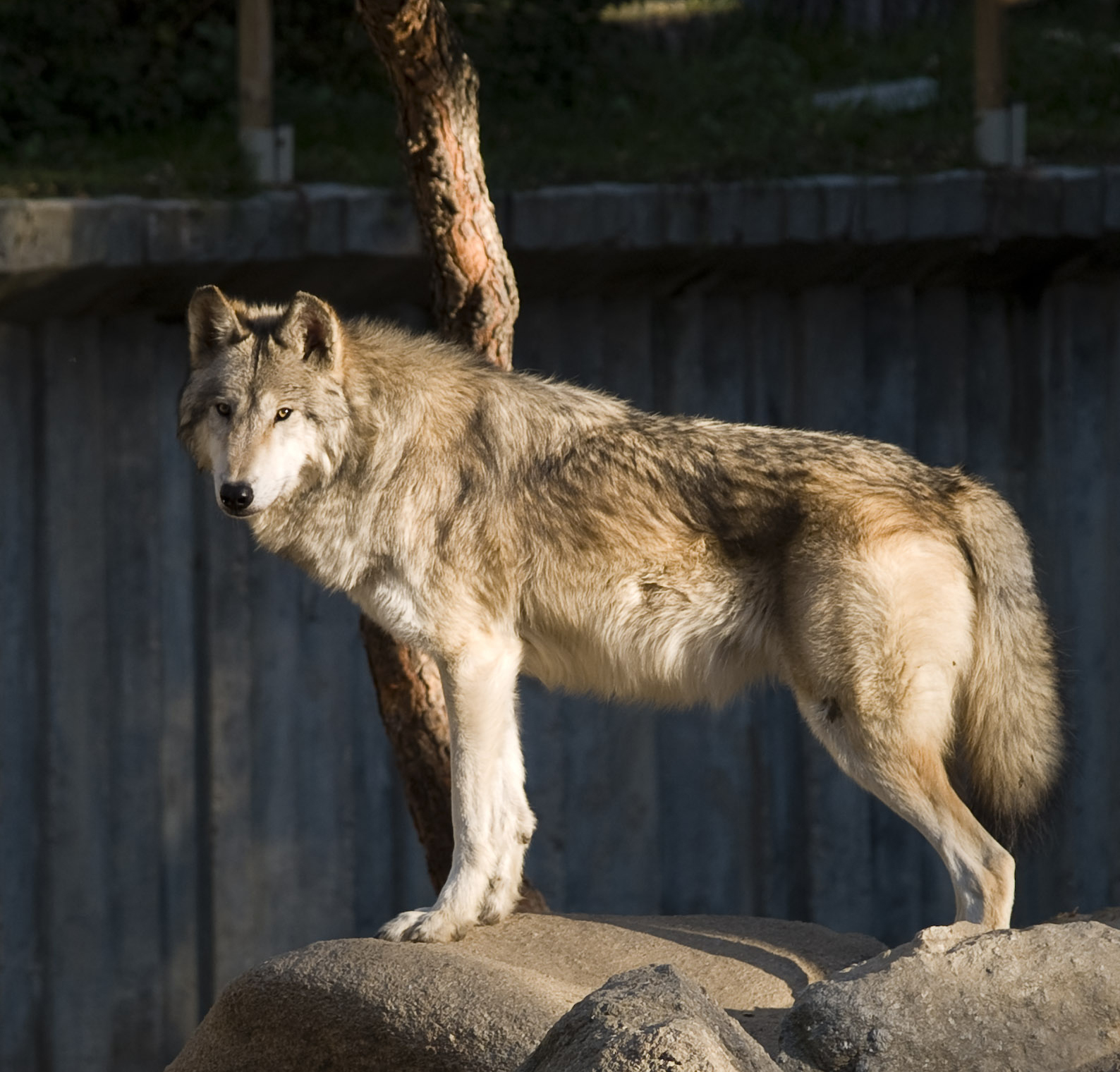
Loup du Canada (Canis lupus occidentalis)
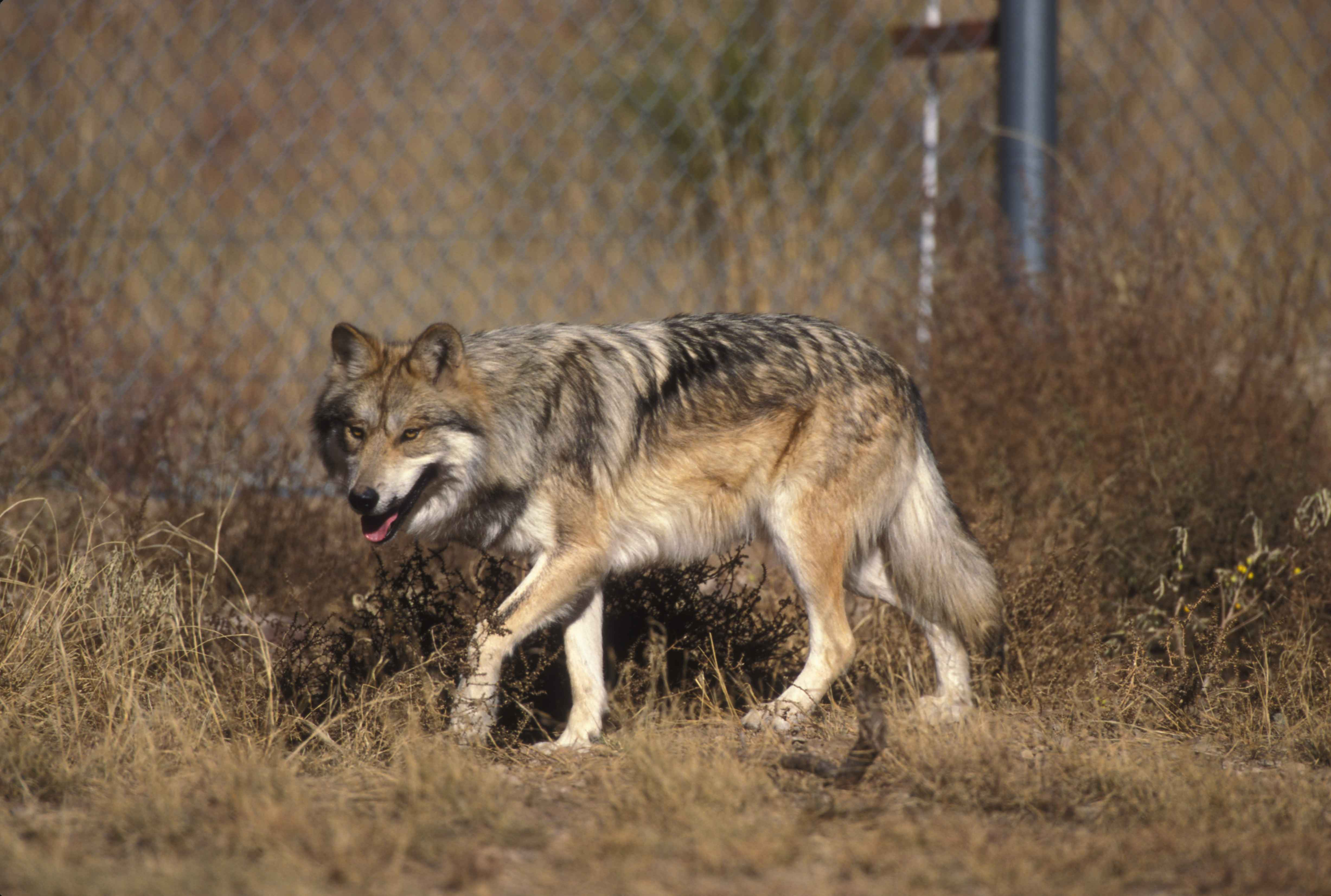
Loup du Mexique (Canis lupus baileyi)
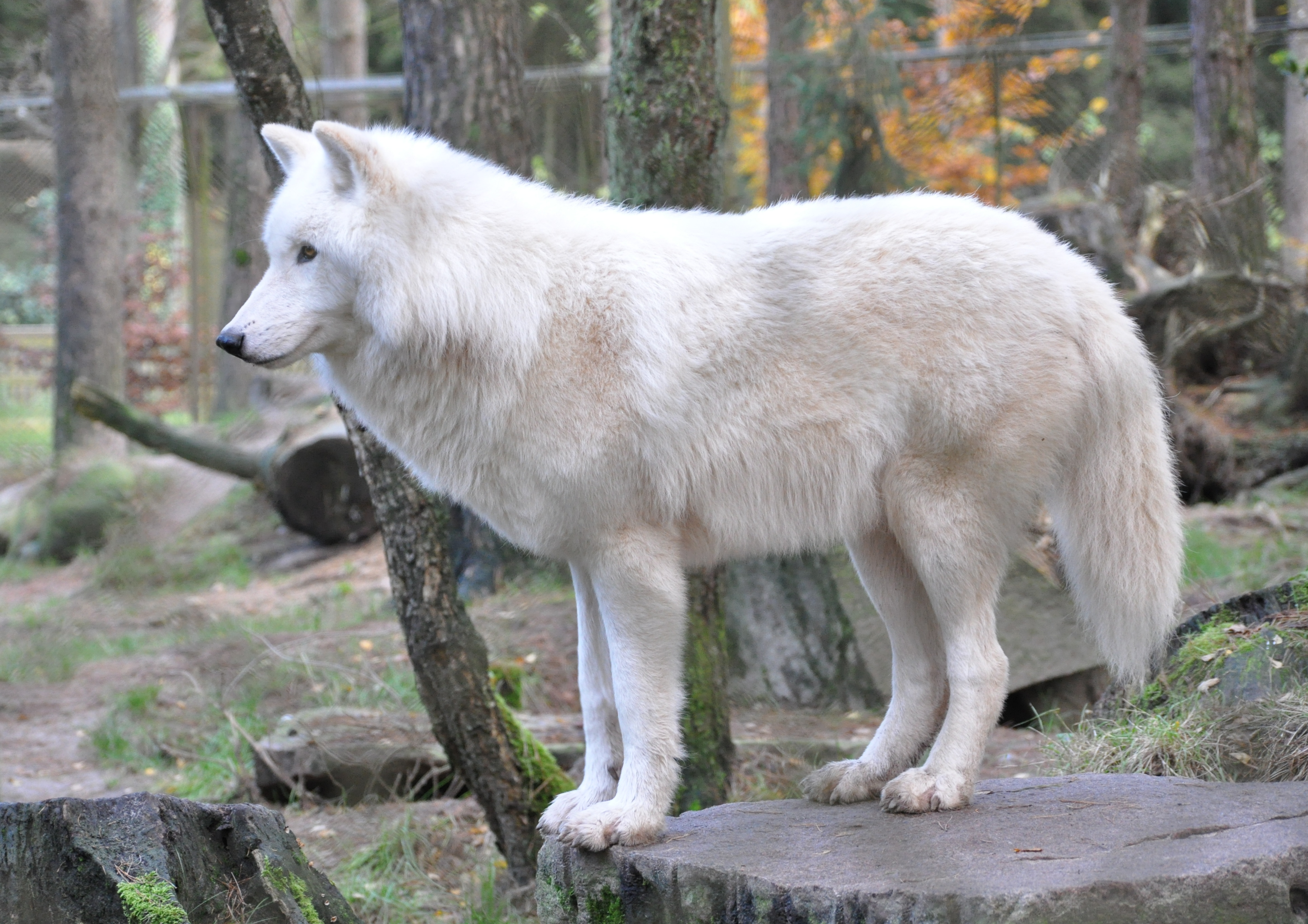
Loup arctique (Canis lupus arctos)
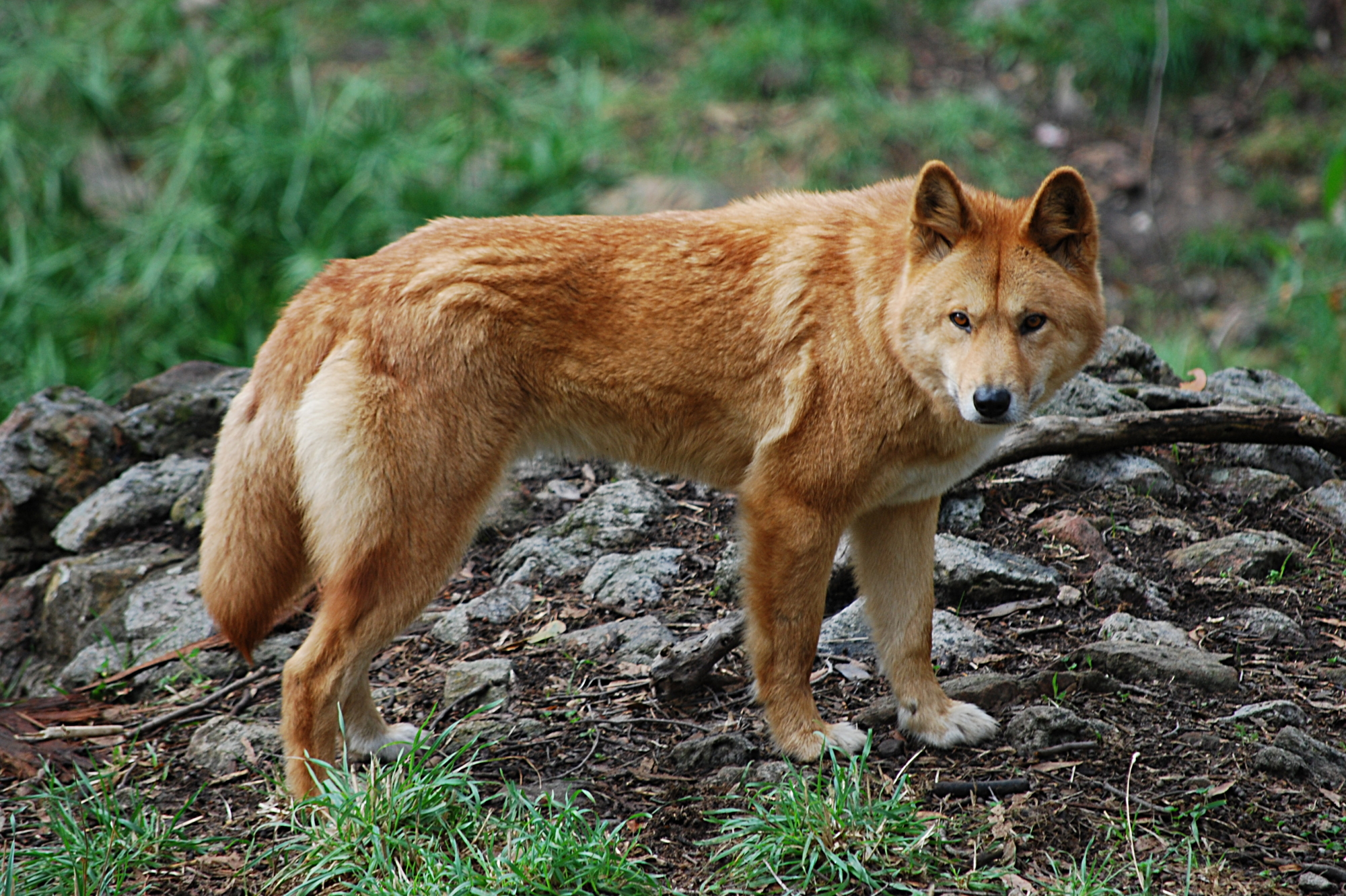
Dingo (Canis lupus dingo)

Au sein d'une espèce donnée, une sous-espèce consiste en un groupe, ou une population d'individus généralement assez nombreux, qui se trouvent isolés pour des raisons géographiques, écologiques, anatomiques ou organoleptiques, et qui évoluent en dehors du courant génétique des individus ayant servi de référence pour décrire l'espèce à l'époque de sa découverte ou de sa publication. Ce groupe plus isolé acquiert ainsi avec le temps des caractéristiques (majoritairement subtiles et minimes comparées à la forme de base) qui le différencient suffisamment de l'espèce de référence pour l'en distinguer, sans toutefois l'en séparer globalement, comme chez les sous-espèces de Loup gris. Ces caractères peuvent être nouveaux (apparition à la suite d'une mutation par exemple) ou être la fixation et/ou l'accentuation d'une particularité déjà présente génétiquement chez l'espèce de référence.

### Fertilité
Étant de la même espèce, les individus de deux sous-espèces distinctes ont théoriquement la possibilité de se reproduire à moins d'avoir une morphologie trop disproportionnée, car leurs différences génétiques ne sont pas (encore) suffisamment marquées pour constituer une barrière reproductive ; tandis que la reproduction entre individus de deux espèces différentes est impossible, à moins d'être encore génétiquement très proches. Dans ce dernier cas, leur descendance hybride sera non viable ou infertile quand elles n'ont plus le même nombre de chromosomes, ou être viable comme chez le chien-loup.

### Biodiversité
L'extinction d'une sous-espèce est par conséquent plus grave qu'elle n'en a l'air, puisqu'elle a un impact direct sur l'espèce à laquelle elle appartient, qui voit une part de sa population disparaître, contribuant ainsi à son extinction globale et à une réduction de la biodiversité. Par exemple, l'espèce Rhinocéros blanc est composée de deux sous-espèces : le Rhinocéros blanc du Nord et le Rhinocéros blanc du Sud. À la mort des deux derniers individus – deux femelles – de la sous-espèce du nord encore en vie depuis 2018, le Rhinocéros blanc ne sera plus représenté que par des individus de la sous-espèce du sud, appauvrissant d'autant la diversité génétique de l'espèce dans sa globalité.

### Rangs inférieurs
La sous-espèce est le dernier rang taxonomique officiel en zoologie. Elle ne doit pas être confondue avec d'autres ensembles au sein de l'espèce : la variété ou la forme sont les rangs qui viennent après l'espèce en botanique ou en mycologie. Ce sont des populations ou des individus, isolés naturellement ou non, qui ont acquis de fait des caractéristiques physiques différentes de l'espèce de référence, mais n'ont pas évolué génétiquement de façon suffisamment significative pour atteindre un stade qui justifierait de décrire une sous-espèce à part entière, distincte au sein de l'espèce. Quant à la race ou la sous-race, ce sont des taxons informels qui ne sont pas régis par le Code international de nomenclature zoologique (CINZ), mais servent à désigner des animaux principalement domestiques ou les « races géographiques » à défaut d'un rang « variété » reconnu en zoologie,.

### Controverses
- Si vous ne connaissez pas le sujet, laissez ce bandeau (vous pouvez alors contacter les auteurs).
- Si vous supprimez le contenu mis en cause (vous pouvez préalablement contacter les auteurs),

argumentez précisément cette suppression dans la page de discussion
(un manque de référence n'est pas un argument ; une recherche réelle de référence doit avoir été effectuée, être formellement documentée).
On peut s'interroger sur la validité de la définition d'une sous-espèce sachant que la définition du terme « espèce » reste fluctuante et tout aussi controversée dans certains domaines, majoritairement en anthropologie. Il en est ici de même et toutes les limites de la définition d'une espèce s'appliquent également pour celle d'une sous-espèce.
De même que l'on classe un sous-dossier dans un dossier, il convient de rappeler que le « sous » de sous-espèce n'insinue en rien une quelconque infériorité hiérarchique. Le mot sous dans sous-espèce sert en effet juste à préciser qu'il s'agit là d'une forme d'un être vivant, en population, qui s'imbrique du point de vue de la systématique dans celle de l'espèce dans son entièreté, de même que la sous-famille appartient à la famille, elle-même éventuellement incluse dans une super-famille ou un sous-ordre. Aucune sous-espèce n'est donc supérieure ou inférieure à une autre, ni à une autre espèce, hormis en nombre d'individus.

## Nomenclature
Les règles de la nomenclature veulent que, la première fois qu’une espèce est divisée en sous-espèces, la sous-espèce correspondant aux spécimens qui ont servi à décrire l’espèce « type » prenne automatiquement une deuxième épithète identique à l'épithète spécifique (qui suit le nom du genre). Ce trinôme est dit autonyme (ou nominal), car il ne nécessite pas la publication d’une nouvelle diagnose.

### Animaux

#### Sous-espèces sauvages
Ainsi, en zoologie, la sous-espèce de référence (dite aussi « sous-espèce type ») chaque fois qu’on a besoin de la distinguer, reprend l'épithète spécifique. Les autres sous-espèces (lesquelles devront faire l'objet d'une description validement publiée) auront une épithète terminale obligatoirement différente.
Exemple :
- espèce : Tarentola mauritanica
  - sous-espèce type : Tarentola mauritanica mauritanica ;
  - autre sous-espèce : Tarentola mauritanica juliae ;
  - autre sous-espèce : Tarentola mauritanica pallida.

L'abréviation de sous-espèce en zoologie est « ssp. » et, au pluriel, sous-espèces est abrégé en « sspp. ».

#### Formes domestiquées
À partir des années 1960, on utilise de plus en plus souvent la désignation « forma », abrégée « f. », qui exprime clairement qu’il s’agit d’une forme d’animal domestique qui peut éventuellement remonter jusqu’à diverses sous-espèces sauvages : Capra aegagrus f. hircus.
En 2004, sur décision de la Commission internationale de nomenclature zoologique, il est admis que les principales formes domestiquées seront à nouveau élevées au rang d'espèce.
Exemples :
| Nom commun        | Nom d’espèce traditionnel | Nom d’espèce révisé en sous-espèce | À partir de 1960          | Depuis 2004      |
| ----------------- | ------------------------- | ---------------------------------- | ------------------------- | ---------------- |
| Chèvre domestique | Capra hircus              | Capra aegagrus hircus              | Capra aegagrus f. hircus  | Capra hircus     |
| Chien domestique  | Canis familiaris          | Canis lupus familiaris             | Canis lupus f. familiaris | Canis familiaris |
| Bovin domestique  | Bos taurus                | Bos primigenius taurus             | Bos primigenius f. taurus | Bos taurus       |

### Végétaux et champignons
En botanique et en mycologie, la nomenclature est régie par le Code international de nomenclature pour les algues, les champignons et les plantes (CIN). L'épithète à la suite du nom d'espèce doit en être séparée par l'indication abrégée du rang infraspécifique, qu'il s'agisse d'une sous-espèce, d'une variété ou d'une forme. Ces abréviations ne sont pas en italique, contrairement aux autres termes.
Les abréviations de rang infraspécifique suivantes sont recommandées par le code : subsp. (pour subspecies, ou sous-espèce), var. (pour variété) et f. (pour forma, ou forme), comme dans Brassica oleracea var. capitata f. rubra.
Exemple en botanique :
- espèce Helichrysum italicum
  - sous-espèce type : Helichrysum italicum subsp. italicum ;
  - autre sous-espèce : Helichrysum italicum subsp. microphyllum ;
  - autre sous-espèce : Helichrysum italicum subsp. serotinum.
  - etc.

Exemple en mycologie :
- espèce : Cladonia rangiferina
  - sous-espèce type : Cladonia rangiferina subsp. rangiferina ;
  - autre sous-espèce : Cladonia rangiferina subsp. abbayesii.

Le rang taxonomique de variété ne doit pas être confondu avec les variétés de plantes cultivées, qui sont régies par la Convention internationale pour la protection des obtentions végétales, ni avec les cultivars ou variétés de plantes obtenues en culture dont la nomenclature suit le Code international pour la nomenclature des plantes cultivées.

## Autres rangs taxinomiques
Les rangs taxonomiques utilisés en systématique linnéenne pour indiquer la hiérarchie entre les taxons nommés dans la classification du monde vivant sont les suivants (par ordre décroissant) :
- Super-règne, Empire, Domaine (Superregnum, Imperium, Dominium)
- Règne (Regnum)
- Sous-règne (Subregnum)
- Rameau (Ramus, « branch » en anglais)
- Infra-règne (Infraregnum)
  - Super-embranchement, Super-division (Superphylum, Superdivisio)
  - Embranchement, Division (Phylum, Divisio)[6]
  - Sous-embranchement, Sous-division (Subphylum, Subdivisio)
  - Infra-embranchement (Infraphylum)
  - Micro-embranchement (Microphylum)
    - Super-classe (Superclassis)
    - Classe (Classis)
    - Sous-classe (Subclassis)
    - Infra-classe (Infraclassis)
      - Super-ordre (Superordo)
      - Ordre (Ordo)
      - Sous-ordre (Subordo)
      - Infra-ordre (Infraordo)
      - Micro-ordre (Microordo)
        - Super-famille (Superfamilia)
        - Famille (Familia)
        - Sous-famille (Subfamilia)
        - Super-tribu (Supertribus)
        - Tribu (Tribus)
        - Sous-tribu (Subtribus)
          - Genre (Genus)
          - Sous-genre (Subgenus)
          - Section (Sectio)
          - Sous-section (Subsectio)
            - Espèce (Species)
            - Sous-espèce (subspecies) – dernier rang zoologique officiel[7]
            - Variété (varietas) – race étant un rang zoologique informel[7]
            - Sous-variété (subvarietas) – sous-race étant un rang zoologique informel[7]
            - Forme (forma) dernier rang en mycologie – forme étant un rang zoologique informel
            - Sous-forme (subforma)